# Scomberoides commersonnianus
Scomberoides commersonnianus är en fiskart som beskrevs av Lacepède, 1801. Scomberoides commersonnianus ingår i släktet Scomberoides och familjen taggmakrillfiskar. Inga underarter finns listade i Catalogue of Life.